# Бакинська АТЕЦ
Бакинська атомна теплоелектроцентраль (азерб. Səngəçal Atom Elektrik Stansiyasi) іноді Азербайджанська АЕС або АЕС Сангачал — планована атомна електростанція в Азербайджані. Вона мала бути розташований біля села Наваги, приблизно за 80 кілометрів від Баку. Електростанція мала мати чотири радянські реактори ВВЕР-1000. Електростанція також мала використовуватися для виробництва тепла. Загальна валова потужність станції мала становити 3800 МВт. Проектуванням станції займався Київенергопроект.

## Історія та технічна інформація

### Початки
Плани будівництва атомної електростанції в Азербайджанській РСР виникли в 1980-х роках після аварії на Чорнобильській АЕС. Місцем для майбутньої електростанції було обрано село Наваги, приблизно за 80 кілометрів від Баку, столиці Азербайджану. У 1986 і 1987 роках розпочато підготовку майданчика та будівництво допоміжних споруд та інфраструктури електростанції, а також введено залізницю. Планувалося, що станція матиме чотири реактори радянського типу ВВЕР-1000/320, кожен з валовою потужністю 950 МВт і чистою потужністю 900 МВт, а також спеціально модифікований турбоагрегат, який дозволив би частину теплової енергії передавати на опалення.

### Припинення проекту
Однак проект не мав особливого прогресу, оскільки вже в 1988 році населення навколо почало бунтувати проти будівництва електростанції. Це сталося в основному через політичні та соціальні зміни в тодішньому Радянському Союзі та аварію в Чорнобилі. Ще одна значна проблема полягала в тому, що будівельний майданчик знаходився в тектонічно активній зоні, і тому створена електростанція була б дуже небезпечною. У січні 1989 року проект будівництва електростанції було зупинено на тій підставі, що розташування електростанції було невідповідним через складні геологічні проблеми.

## Інформація про реактори
| Реактор    | Тип реактора  | Продуктивність | Продуктивність | Початок будівництва                           | Підключення до мережі                         | Введення в експлуатацію                       | Закриття |
| Реактор    | Тип реактора  | Нетто          | Брутто         | Початок будівництва                           | Підключення до мережі                         | Введення в експлуатацію                       | Закриття |
| ---------- | ------------- | -------------- | -------------- | --------------------------------------------- | --------------------------------------------- | --------------------------------------------- | -------- |
| Сангачал-1 | ВВЕР-1000/320 | 900 МВт        | 950 МВт        | Плани будівництва скасовано в січні 1989 року | Плани будівництва скасовано в січні 1989 року | Плани будівництва скасовано в січні 1989 року |          |
| Сангачал-2 | ВВЕР-1000/320 | 900 МВт        | 950 МВт        | Плани будівництва скасовано в січні 1989 року | Плани будівництва скасовано в січні 1989 року | Плани будівництва скасовано в січні 1989 року |          |
| Сангачал-3 | ВВЕР-1000/320 | 900 МВт        | 950 МВт        | Плани будівництва скасовано в січні 1989 року | Плани будівництва скасовано в січні 1989 року | Плани будівництва скасовано в січні 1989 року |          |
| Сангачал-4 | ВВЕР-1000/320 | 900 МВт        | 950 МВт        | Плани будівництва скасовано в січні 1989 року | Плани будівництва скасовано в січні 1989 року | Плани будівництва скасовано в січні 1989 року |          |